# توروک
توروک (به لاتین: Turovec) یک سکونتگاه مسکونی در جمهوری چک است که در منطقه تابور واقع شده‌است.

## خصوصیات
توروک ۱۳٫۲۴ کیلومترمربع مساحت و ۲۵۷ نفر جمعیت دارد و ۴۱۸ متر بالاتر از سطح دریا واقع شده‌است.